# Nigel Panagopka
Nigel Graham Panagopka, (ur. 19 kwietnia 1987 w Sydney) – australijski siatkarz, występujący na pozycji środkowego. Jego atrybuty fizyczne to 206 cm i 103 kg. Zasięg w ataku Panagopki wynosi 346 cm, a zasięg w bloku 328 cm. W Reprezentacji Australii wystąpił 9 razy. Wraz z reprezentacją występował na MŚ 2006 w Japonii. Został jednak powołany awaryjnie, w wyniku kontuzji podstawowego środkowego bloku reprezentacji, Davida Fergusona. Wcześniej występował na Młodzieżowych Mistrzostwach Świata 2003 rozgrywanych w Tajlandii. Obecnie występuje w duńskim zespole SK Aarhus.